# 55 ウォーター・ストリート
座標: 北緯40度42分12秒 西経74度00分33秒 / 北緯40.7032度 西経74.0091度
55 ウォーター・ストリート（英語: 55 Water Street）は、ニューヨーク市ロウアー・マンハッタンのフィナンシャル・ディストリクトの、イースト川に面する高さ687 ft (209m)の超高層ビルである。1972年に建てられ、53階建て。ニューヨーク市で40番目に高い277 パーク・アベニューと同じエメリー・ロス・アンド・サンズによって設計された。完成時には、世界で最も大きいオフィス・ビルディングであり、ニューヨークで最も床面積の大きい建物でもある。ロウアー・マンハッタン職場開発の配置では、建物はフロント・ストリートの西部にあり、4つの隣接したブロックからのスーパーブロックに建造された。
タワーの北側には、川に面し、テラス付き15階建てで、斜めのファサードのあるウィングがある。ウィングの前には「エレベイティド・エーカー」として知られる高いプラザがあり、エレベーターで上がることができる。4,800平方メートル (52,000 sq ft)のプラザは、M・ポール・フリードバーグなどにより設計され、タワーの南には彼のジャネット・パークと同じ赤レンガ・タイルがある。建物とそのプラザ、ジャネット・パークは、ハーマン・ジャブリン建築家であるリー・S・ジャブリンによって修繕、デザイン変更された。建物は、もともと、道路の上を走る通路に接続するため、イースト川に沿った高い位置の公共スペースとして設計された。
2012年10月29日、ハリケーン・サンディで建物が32+100万ガロンの水が地下3階を氾濫させ、ロビーの高さまで上昇し、ロウアー・マンハッタンのウォーターフロントに沿って被害を受けた1つでもあった。2012年11月23日には、修理によって火事となり、27人が負傷した。
55 ウォーター・ストリートは、ウリス兄弟によって建造された最後の主要建築である。

## テナント
建物は、エンブレムヘルスの本社である。ニューヨークのHIPヘルス・プランは、2004年10月に2000人の従業員を抱えて移転し、エンブレムヘルスの一部となった。これは、アメリカ同時多発テロに次ぎ、ダウンタウン・マンハッタンで最大規模の企業再配置であった。企業格付業のスタンダード&プアーズも建物に本社を置く。1973年から1983年にかけて、ホイットニー美術館は建物内で別館を維持していた。スペースは、トークン料金で借りられ、運営費用のいくらかはウォール街の会社によって支払われていた。